# 영순군
영순군 이부(永順君 李溥, 1444년 6월 ~ 1470년 3월 28일)는 조선의 왕족 종실이다.

## 이력
성은 이(李), 이름은 부(溥), 본관은 전주(全州), 아명은 수복(壽福), 자는 준지(俊之), 호는 명신당(明新堂), 시호는 공소(恭昭)이다.

## 생애
광평대군(廣平大君)과 영가부부인(永嘉府夫人) 신씨(申氏)의 외동아들이다. 그러나, 그가 태어난지 6개월만에 부친 광평대군이 세상을 떠난다.
세종대왕의 손자로서 깊은 사랑을 받았으며 단종과도 가깝게 지냈고 세조 때에는 왕실의 최고위직인 현록대부에 제수되었으며, 1470년(성종 1년)에 27세로 별세하였다.

## 가족 관계
- 아버지 : 광평대군 이여(廣平大君 李璵, 1425년 ~ 1444년)
- 어머니 : 영가부부인 평산 신씨(永嘉府夫人 平山 申氏) - 동지(同知) 증 좌의정(贈 左議政) 신자수(申自守)의 딸
  - 정부인 : 김제군부인 전주 최씨(金堤郡夫人 全州 崔氏, 1441 ~ 1493) - 창승(倉丞) 최도일(崔道一)의 딸
    - 장남 : 남천군 이쟁(南川君 李崝, 1458 ~ 1519)
    - 며느리 : 금릉군부인 전주 최씨(金陵郡夫人 全州 崔氏) - 첨정(僉正) 최희(崔曦)의 딸
      - 손자 : 곤명군 이영(昆明君 李濚, 1471 ~ 1504년11월21일)
      - 손자 : 문성부정 이상(文城副正 李湘, 1486 ~ ?)
      - 손녀 : 이보현(李寶賢, 1507 ~ ?)

    - 차남 : 청안군 이영(靑安君 李嶸, 1462 ~ 1495년12월)
    - 며느리 : 장성현부인 교하 노씨(長城縣夫人 交河 盧氏) - 영중추(領中樞) 노공필(盧公弼)의 딸
      - 손자 : 공성부정(功城副正) 이연수(李延壽, 1484 ~ ?)
      - 손자 : 임정부정(臨汀副正) 이수정(李壽定, 1485 ~ ?)
      - 손자 : 정안부정(定安副正) 이천수(李千壽, 1487 ~ ?)
      - 손자 : 태안부정(泰安副正) 이억년(李億年,
      - 손자 : 고양부정 이억손(高陽副正 李億孫, 1492 ~ ?)
      - 손자 며느리 : 파평 윤씨 - 파원부원군(坡原府院君) 윤여필(尹汝弼)의 5녀

    - 며느리(측실) : 이름 미상
      - 서손녀 : 해평 윤씨 해징부원군(海澄府院君) 윤변(尹忭, 1493 ~ 1549)의 처

    - 3남 : 회원군 이쟁(會原君 李崢, 1464 ~ 1493년5월)
    - 며느리 : 하동현부인 하동 정씨(河東縣夫人 河東 鄭氏) - 하남군(河南君) 정승조(鄭崇祖)의 딸
      - 손자 : 승평부정(昇平副正) 이형(李泂, 1479 ~ ?)
      - 손자 며느리 : 거창 신씨 - 영의정(領議政) 거창부원군(居昌府院君) 신승선(愼承善)의 딸
      - 손자 며느리 : 순흥 안씨 - 부사(府使) 안장(安璋)의 딸
      - 손자 : 가평부정(加平副正) 이징(李澄, 1484 ~ ?)
      - 손자 : 서성부정(瑞城副正) 이옹(李滃, 1487 ~ ?)
      - 손녀 : 청주 한씨 한수충(韓守忠)의 처